# Sven-Eric Liedman
Sven-Eric Liedman (Karlskrona, 1º giugno 1939) è uno scrittore e storico svedese, fino al 2006 professore di Storia delle idee all'Università di Göteborg.
Ha collaborato con il prestigioso giornale Sydsvenska Dagbladet Snällposten. Come autore, è noto soprattutto per un saggio, pubblicato per la prima volta nel 1972 con il titolo Från Platon till Lenin (Da Platone a Lenin) e poi aggiornato Från Platon till kriget mot terrorismen (Da Platone alla guerra contro il terrorismo). Nel 2008 ha vinto il "Piccolo Nobel".
Ha studiato a Lund Filosofia teoretica. Il suo più importante professore è stato Gunnar Aspelin. Ha poi preso il Ph.D a Göteborg.